# Solvil et Titus
Solvil et Titus è una casa produttrice di orologi di lusso svizzera, poi di Hong Kong, fondata nel 1892 da Paul Ditisheim a La Chaux-de-Fonds. Nel 1930 il quartier generale venne spostato a Ginevra, poi nel fine del 70 a Hong Kong.

## Storia

### Paul Ditisheim: il fondatore
La Titus, è stata fondata da Paul Ditisheim, discendente della celebre famiglia Ditisheim, nella piccola cerchia di famiglie industriali che ha trainato l'industria dell'orologeria svizzera.
I suoi studi sono cominciati presso la scuola di orologeria di La Chaux de Fonds, storica sede in cui nasce l'orologeria, ed ha conseguito il diploma all'età di 13 anni.
Da allora è stato preso sotto l'ala di diversi produttori di orologi quale la Vulcain fino al 1892, quando ha fondato un suo marchio: Solvil (dove i suoi prodotti erano spesso firmati dallo stesso Paul Ditisheim) e Titus (dove i prodotti erano marchiati separatamente).
Nel 1898 collaborò con il Premio Nobel Charles-Edouard Guillaume che scoprì varie leghe, tra cui: l'invar, l'elinvar e la platinite.
Fu dopo questa collaborazione, che inventò il bilanciere a compensazione termica con contrappesi regolabili.
La fabbricazione dei suoi orologi, ha segnato lo sviluppo nelle generazioni moderne di cronografi, migliorandoli grandiosamente, grazie agli studi sulla pressione atmosferica ed i campi magnetici.
Ma è grazie alle sue invenzioni applicate alla cronometria che si avrà nel 1903, uno dei cronometri più precisi mai realizzati, premiato anche nei concorsi Kew e Neuchatel Observatories.
Nel 1912 vince all'osservatorio del Kew Royal Observatory come cronometro più preciso al mondo, guadagnandosi un lavoro con il fisico premio Nobel Charles Edouard Guillaume, e guadagnarsi la fama di padre della cronometria moderna.
Secondo il prof. M. Andrade dell'osservatorio astronomico di Besançon, i Solvil & Titus Ditisheim, "rappresentano il progresso più importante dei tempi moderni"

### Paul Vogel: il periodo di oro
Nel 1930, Paul Ditisheim, consegna i marchi Solvil Titus e Paul Ditisheim, al ricco imprenditore svizzero e capitano dell'industria Paul Bernard Vogel.
Vogel, erede di una prestigiosa famiglia industriale, e sposo dell'ereditiera della famiglia Eberhard, è stato anche un prominente membro d'elite dell'orologeria svizzera.
Vogel trasferisce la sede a Ginevra, dove inizia l'espansione del Marchio.
Presidente del Salon Montres et Bijoux, la più prestigiosa associazione svizzera di produttori di orologi e gioielli, Vogel è uno dei membri più in vista dell'alta società di Ginevra ed approfittando della sua posizione, promuove agli eventi, le collezioni della sua azienda.
Dal 1950, Vogel, preso atto del cambiamento dei consumatori, divide i due marchi.
Da un lato, la società ha mantenuto la produzione di orologi di lusso per cui era famosa.
D'altra parte, ha iniziato la produzione a basso costo di orologi dedicati ai mercati emergenti di consumo di massa.
Grazie a questo nuovo orientamento, Solvil et Titus sono state determinanti nello sviluppo di orologi meccanici ed elettronici.
Nel 1968, Vogel ha preso il comando della neonata Société des Gardes-Temps SA, un conglomerato di produttori a basso costo, diventato poi il terzo maggior produttore orologiero al mondo dell'epoca e aveva una vera dimensione internazionale (ha acquisito l'americana Waltham Watch Company e firmato un accordo di licenza nel 1973 con Elgin Watch Company, divenuta poi la più grande società d'investimento nel campo.
Vogel ha previsto la necessità di ampliare il mercato degli orologi e di creare un sistema internazionale di distribuzione, così decide di ampliare le attività della Solvil e della Titus all'estero.
Nel 1970, Paul Bernard Vogel manda suo figlio Paul a espandere i marchi in Asia.
Con una sede anche ad Hong Kong, Solvil & Titus diventa uno dei marchi più importanti in Asia Orientale.

### Hong-Kong
Alla fine del 70, Paul Vogel, che nel frattempo aveva ereditato l'azienda del padre, torna in Europa e decide di vendere Solvil & Titus alla Ebel, mentre le attività asiatiche erano state vendute all'imprenditore Joseph Wong e fanno parte tuttora della Stelux Holdings
L'azienda con sede a Hong Kong, ha mantenuto il suo nome e continua la sua crescita come uno dei marchi preferiti in Asia, in particolare grazie alle sue famose campagne pubblicitarie interpretate dalle superstar Dave Wang Chieh, Chow Yun Fat e Andy Lau e il calciatore di fama mondiale Ryan Giggs, che sono diventati classici del settore della pubblicità di Hong Kong.